# Tokarewka (Kaliningrad)
Tokarewka (russisch Токаревка, deutsch Makunischken, 1938–1945 Hohenwaldeck) ist eine Siedlung in der russischen Oblast Kaliningrad. Sie gehört zur kommunalen Selbstverwaltungseinheit Stadtkreis Nesterow im Rajon Nesterow.

## Geographische Lage
Tokarewka liegt an dem Flüsschen Krasnaja (Rominte) im Nordosten der Rominter Heide. Durch den Ort führt die Kommunalstraße 27K-058 von der Rajonstadt Nesterow (Stallupönen/Ebenrode) nach Krasnolessje (Groß Rominten/Hardteck). In Tokarewka zweigt eine Nebenstraße zum ehemaligen Jagdhaus Rominten ab.
Das Dorf war bis 1945 Bahnstation an Kilometer 16,2 der Bahnstrecke Goldap–Stallupönen.

## Geschichte
Das früher Makunischken genannte Dorf war am 18. März 1874 eine von acht Landgemeinden bzw. Gutsbezirken, die den neuerrichteten Amtsbezirk Iszlaudszen (1934–1945 Schönheide, russisch: Dmitrijewka) bildeten.
Die Gemeinde Makunischken wurde am 3. Juni 1938 – mit offizieller Bestätigung vom 16. Juli 1938 – in „Hohenwaldeck“ umbenannt. Sie gehörte bis 1945 zum Landkreis Goldap im Regierungsbezirk Gumbinnen der preußischen Provinz Ostpreußen.
Im Oktober 1944 wurde der Ort von der Roten Armee besetzt. Die neue Polnische Provisorische Regierung ging zunächst davon aus, dass er mit dem gesamten Kreis Goldap unter ihre Verwaltung fallen würde. Im Potsdamer Abkommen (Artikel VI) von August 1945 wurde die neue sowjetisch-polnische Grenze aber unabhängig von den alten Kreisgrenzen anvisiert, wodurch der Ort unter sowjetische Verwaltung kam. Im November 1947 erhielt der Ort die russische Bezeichnung Tokarewka und wurde gleichzeitig dem Dorfsowjet Krasnolessenski selski Sowet im Rajon Nesterow zugeordnet. Die polnische Umbenennung des Ortes in Makuniszky im Oktober 1948 wurde nicht mehr wirksam. 1954 gelangte Tokarewka in den Tschistoprudnenski selski Sowet. Von 2008 bis 2018 gehörte der Ort zur Landgemeinde Tschistoprudnenskoje selskoe posselenije und seither zum Stadtkreis Nesterow.

### Einwohnerentwicklung
| Jahr | Einwohner |
| ---- | --------- |
| 1910 | 169       |
| 1933 | 188       |
| 1939 | 168       |
| 2002 | 9         |
| 2010 | 10        |

## Kirche
Vor 1945 gehörte Makunischken resp. Hohenwaldeck mit seiner überwiegend evangelischen Bevölkerung zum Kirchspiel Groß Rominten (russisch: Krasnolessje), das 1868 vom Kirchspiel Tollmingkehmen abgetrennt worden war. Es lag im Kirchenkreis Goldap (polnisch: Gołdap) in der Kirchenprovinz Ostpreußen der Kirche der Altpreußischen Union. Der letzte deutsche Geistliche war Pfarrer Alfred Radtke.
Im Nachbarort Tschistyje Prudy gibt es seit den 1990er Jahren wieder eine evangelische Gemeinde, die zur Propstei Kaliningrad in der Evangelisch-Lutherischen Kirche Europäisches Russland (ELKER) gehört. Die zuständigen Geistlichen sind die Pfarrer der Salzburger Kirche in Gussew (Gumbinnen).